# Foramen obturé

Le foramen obturé (ou trou ischio-pubien ou trou obturateur ou orifice ischio-pubien ou foramen de Bartholin) est un large orifice perforant l'os coxal.

## Description
Le foramen obturé est situé dans la partie inférieure de l'os coxal. Il a une forme ovalaire chez l'homme et triangulaire chez la femme,.
Il est limité en haut par l'acétabulum, en avant par le pubis, en bas par la branche ischio-pubienne et en arrière par l'ischium.
Son bord aigu est interrompu en haut par le sillon obturateur dont la lèvre antérieure se poursuit par le bord postérieur du foramen et sa lèvre postérieure avec le bord antérieur du foramen. Un épaississement de la membrane obturatrice est tendu entre le tubercule obturateur antérieur et le tubercule obturateur postérieur transformant ce sillon en canal.
Sur le pourtour du foramen s’insère la membrane obturatrice qui ferme presque entièrement l'orifice. Cette membrane est doublée par les muscles obturateurs interne et externe qui possèdent également des insertions sur ce pourtour.

## Fonction
Le foramen obturé permet le passage de l'artère obturatrice, de la veine obturatrice et du nerf obturateur entre le pelvis et la cuisse.

## Variation
Reflétant les différences biologiques entre les sexes, le foramen obturé a une forme variable selon le sexe : il est triangulaire chez la femme et ovalaire chez l'homme,.
Il peut exister une hypoplasie unilatérale du bassin pouvant entraîner des différences de taille entre les foramens obturés. 
Il existe de rares rapports de bassins individuels présentant un double foramen obturé dans l'un des os de la hanche.